# Tofaş Şahin
O Tofaş Murat 131, Şahin, Doğan e Kartal são versões turcas do automóvel Fiat 131 (série 1) feito na fábrica Türk Otomobil Fabrikası A.Ş. em Bursa, Turquia. Enquanto doğan significa "falcão" em turco, kartal significa "águia" e şahin significa "gavião". O carro foi construído a partir de 1977 e vendido na Turquia até 2002, com a montagem no Egito chegando ao fim em 2009 e na Etiópia até 2010.

## História

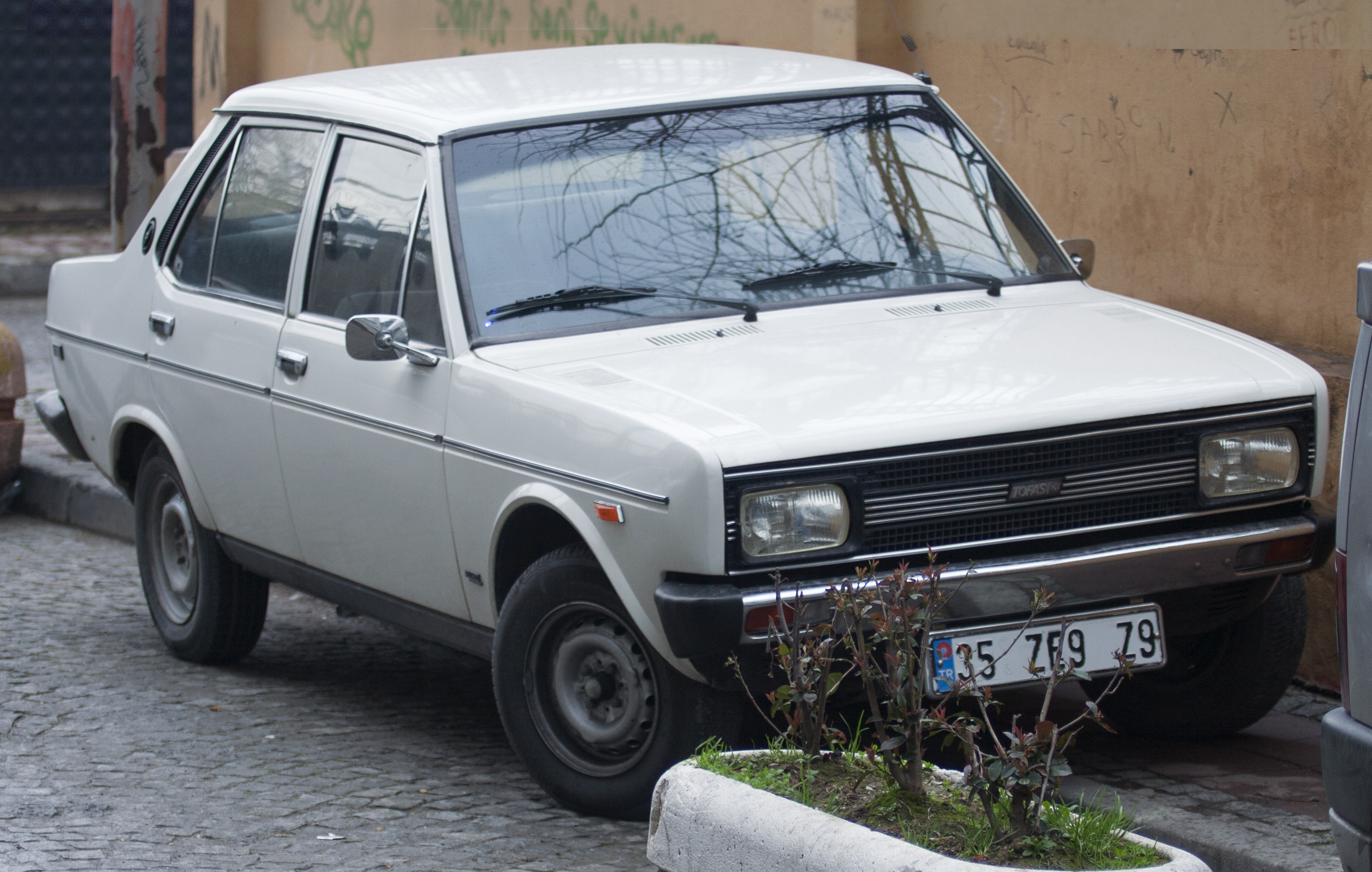
Tofaş Murat 131 1300 original

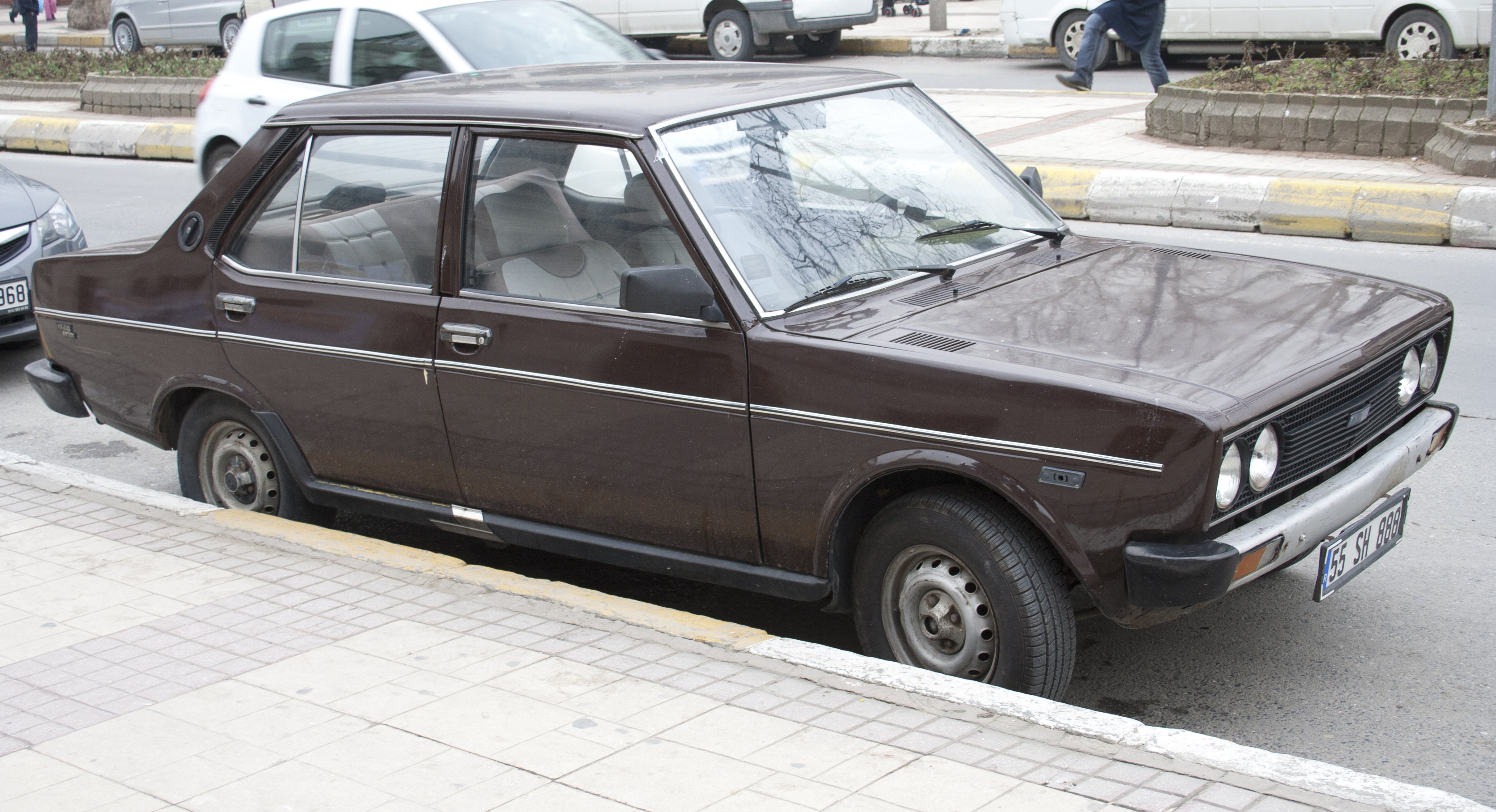
Tofaş Murat 131 Şahin 1981-1984

Em fevereiro de 1977, o turco Tofaş Murat 131 foi introduzido pela primeira vez, como uma réplica quase exata do Fiat 131. Originalmente, ele estava disponível apenas com um motor Solex de 1,3 L, a gasolina e quatro cilindros, com carburador duplo, produzindo 70 cv (SAE) a 5.250 rpm. A partir de 1981, os nomes Şahin e Kartal também foram usados, com Kartal sendo a perua. A partir deste ponto, um motor OHV de 1,6 L também foi adicionado à linha, produzindo 75 cv DIN a 5.400 rpm. Isso substituiu amplamente o menor 1.3 (agora com um reivindicado 65 cv DIN a 5.400 rpm com um carburador duplo Weber), que foi mantido apenas como uma opção de preço mais baixo para a versão mais básica Şahin. Os faróis retangulares simples e arredondados dos Murat 131 anteriores foram substituídos por unidades duplas. Anunciado em setembro de 1981 (à venda em outubro), o novo modelo luxuoso Doğan recebeu uma transmissão manual de cinco velocidades. O Doğan também recebeu um interior totalmente estofado em tecido, um desembaçador de vidro traseiro e teve os quebra-ventos removidos. O compartimento de bagagem foi totalmente acarpetado e a suspensão foi ajustada para minimizar a subviragem em altas velocidades.
A transmissão de cinco marchas permaneceu padrão apenas para o Doğan, embora mais tarde tenha se tornado uma opção nos modelos menores. A partir de 1984, o Doğan também foi diferenciado por grandes faróis retangulares, enquanto os menores Şahin e Kartal se contentaram com faróis duplos redondos.

### Reestilização
Em 1988, eles receberam uma grande revisão estética resultando em um design que lembrava muito o Fiat Regata. A parte "Murat" do nome ainda era usada em algum material de marketing, mas não aparecia mais no carro e gradualmente desapareceu. Os novos faróis eram grandes e quadrados, com luzes de canto triangulares que envolvem. A grade tem uma série de barras transversais verticais finas em plástico preto, com modelos de ponta mais altos recebendo alguns elementos da cor da carroceria na parte superior da grade. Após a reestilização, os modelos sedã Doğan e Şahin ficaram quase visualmente idênticos, exceto por várias opções de acabamento de classe alta na variante Doğan um pouco mais luxuosa. O Kartal, a derivação de perua do design, tem uma carroceria traseira desenvolvida localmente, com um teto mais alto do que o do 131 Estate originário da SEAT na Espanha.
Em agosto de 1994 (para o ano modelo de 1995), a linha recebeu uma reestilização com uma nova grade (cor da carroceria para todas as versões, exceto as de especificações mais baixas), bem como novos espelhos retrovisores laterais do Série 3 E30. A grade tinha uma moldura proeminente, com a abertura contendo um "T" estilizado e uma barra transversal fina. O Doğan SLX também recebeu direção hidráulica. Para 1996, os carros foram fornecidos com novos motores SOHC do Fiat Tempra (um motor que foi projetado pela primeira vez para o Fiat 128) em duas versões: um 1.4 L com 79 cv a 5.500 rpm (apenas para o Şahin) e um 1.6 L com 86 cv a 5.800 rpm que estava disponível em todos os modelos. O Şahin não recebeu mais o 1.4 na Turquia depois de um tempo, em vez disso, foi equipado com uma versão de 82 cv do 1.6. Mais tarde, a grade recebeu um círculo central, contendo o logotipo "T".
Em 1998, o "Kartal Kargo" foi introduzido. Esta era uma versão de furgão de dois lugares da perua, semelhante à linha Marengo da própria Fiat. O Kartal Kargo pode gerenciar uma carga útil de 600 kg. Os vidros traseiros eram cromadas e a maioria dos detalhes do acabamento eram de plástico preto, mas o Kargo recebeu direção hidráulica padrão.
Em 2002, a linha recebeu outra pequena reestilização, mas este ano também anunciou o fim das vendas turcas, pois agora eram produzidas apenas para exportação, geralmente na forma CKD. As saídas de potência dos motores catalisados também diminuíram para 73 cv a 6.000 rpm e 81 cv a 5.750 rpm, respectivamente. Nessa época, a transmissão de quatro velocidades não estava mais disponível. Em 2005, eles foram introduzidos com injeção eletrônica monoponto. A produção turca foi gradualmente transferida para o Egito. Em 2006, a montagem também foi iniciada pela DOCC na Etiópia, onde continuou em pequena escala até 2010.
O Tofaş Şahin foi usado como viatura de patrulha padrão pela Direção Geral de Segurança, junto com o Renault 12 Toros na década de 1990 a meados da década de 2000. O Kartal é usado pelo Comando Geral da Gendarmaria. Ambos os carros foram substituídos pelo Fiat Doblò e pelo Ford Transit Connect na década de 2000.
Os Tofaş Şahin, Doğan e Kartal também foram exportados para o Azerbaijão, Geórgia, Cazaquistão, Quirguistão, Líbia, Macedônia, Síria, Tunísia, Turquemenistão, Uzbequistão, bem como para a China. Os modelos com volante à direita foram produzidos para o mercado do Chipre do Norte.

## Declínio

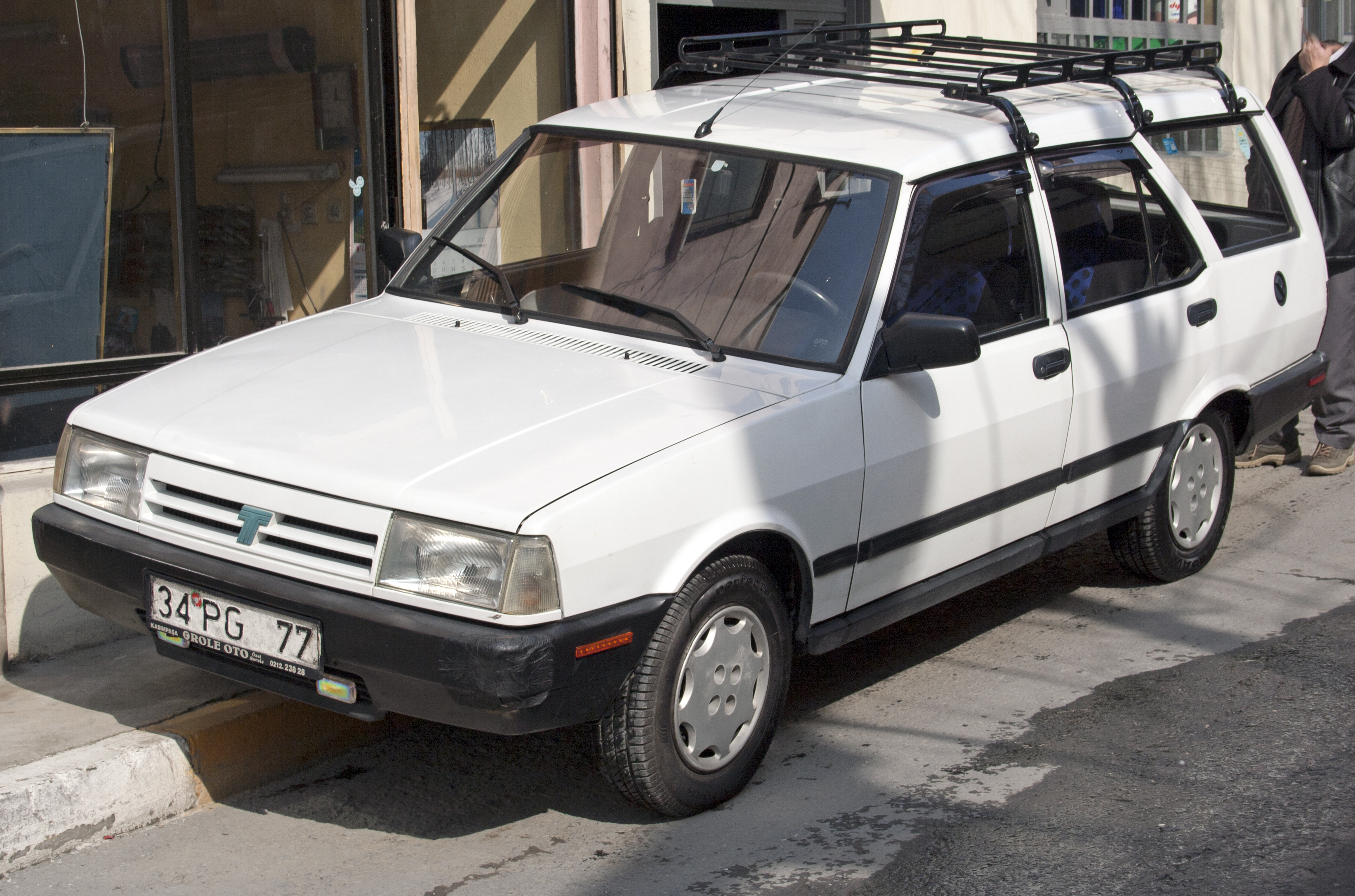
Tofaş Kartal 1995-2003

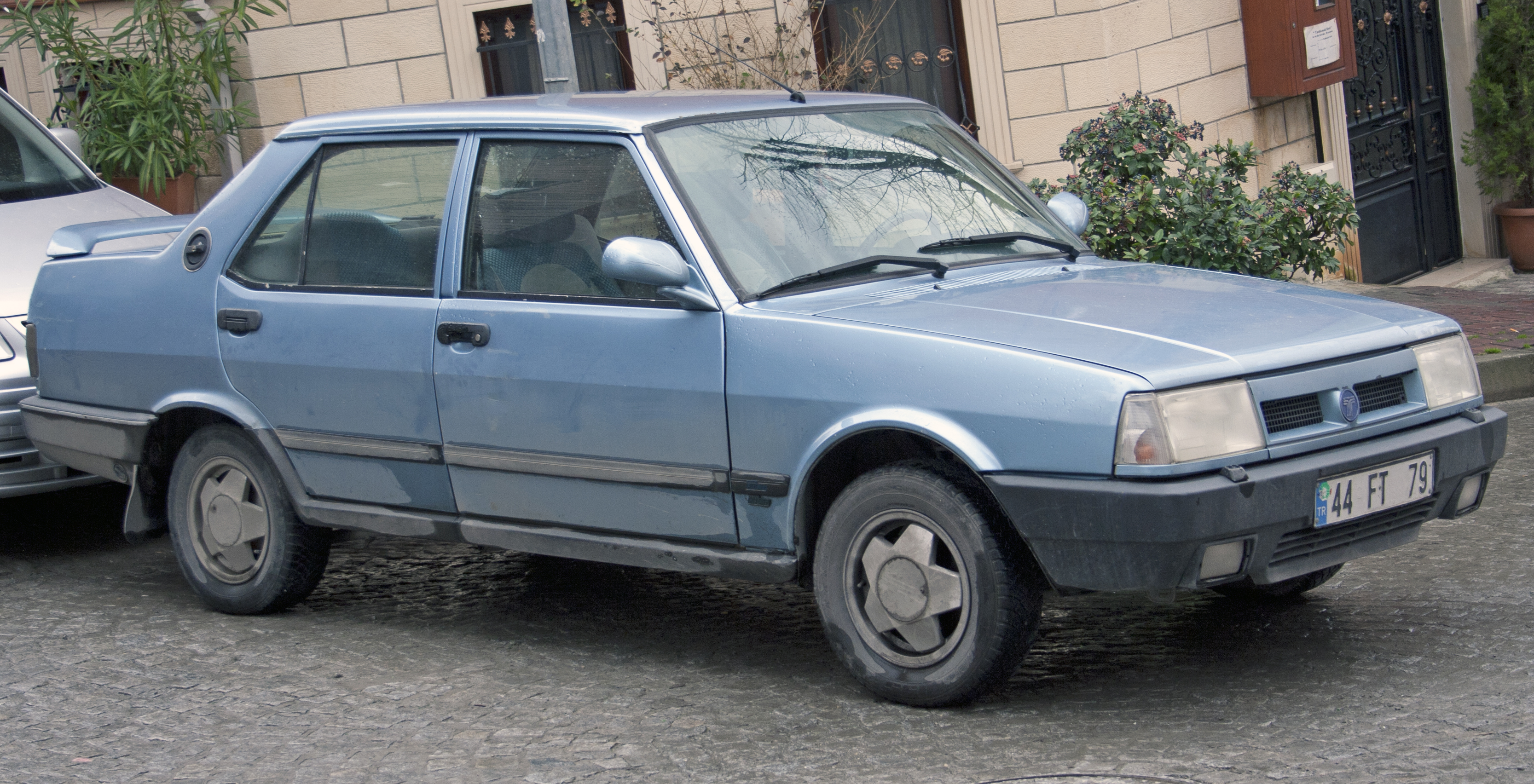
Um Tofaş Doğan SLX com o logotipo "T" circulado

O Şahin, Doğan e Kartal compartilhavam a mesma plataforma de tração traseira com posicionamento longitudinal do motor, sistema de suspensão de design MacPherson para as rodas dianteiras e um eixo rígido para a traseira. Seu principal ponto de venda era seu preço baixo, design robusto e seu baixo custo de manutenção, em grande parte devido à sua popularidade quase universal durante as décadas de 1980 e 1990. No entanto, esse design resultou em um espaço de passageiros muito apertado, pois a caixa de câmbio, o tanque de combustível e o túnel central ocupavam muito espaço. Devido às suas raízes como um veículo de passeio italiano de meados da década de 1970, o design carecia de vários padrões de equipamentos de segurança, incluindo freios ABS, airbags para passageiros e controle de tração. Sua popularidade na Turquia começou a diminuir em meados da década de 1990, quando carros importados modernos inundaram o mercado. Mais recentemente, a maioria dos Tofas foi convertida para usar combustível GLP, pois os preços da gasolina dispararam e tornaram os carros financeiramente inviáveis em seu estado não modificado. Era o táxi de fato da Turquia antes de ser considerado inadequado para uso de táxi devido às negociações em andamento da Turquia para entrar na UE, e as regulamentações subsequentes implementadas. Os modelos foram substituídos pela série Fiat Siena (mais tarde Fiat Albea/Fiat Palio).

## Variante Nasr
A Türk Otomobil Fabrikası A.Ş. produziu o Şahin e seus irmãos sob licença no Egito em grandes quantidades a partir de 1991, com a montagem realizada pela empresa estatal de automóveis Nasr. A linha passou pelas mesmas mudanças que os modelos do mercado turco, embora o Kartal tenha sido retirado da produção em 2003 e o Doğan tenha sido eventualmente substituído pelo Şahin 1600 SL - com o 1400 S abaixo dele na linha. A produção foi gradualmente transferida para o Egito, com o conteúdo de peças locais atingindo 45% em 2006. Com o encerramento da empresa Nasr em 2009, a produção egípcia terminou.

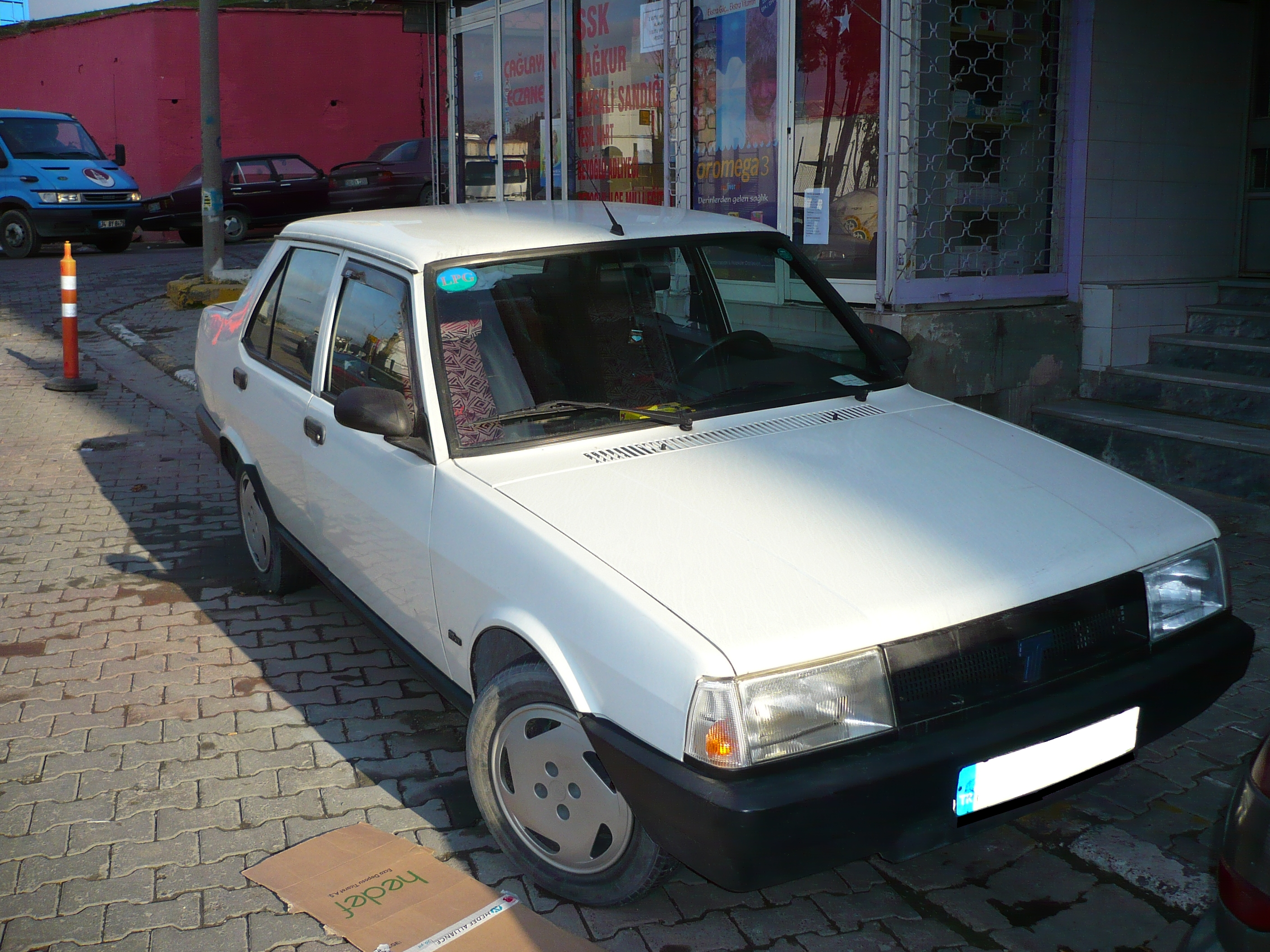
Um Tofaş Şahin modelo 2000 na Turquia

## DOCC
Em 2006, o Tofaş Şahin foi colocado em produção em Adis Abeba, na Etiópia, pela Holland Car Company, uma joint venture entre uma empresa da Holanda chamada Trento Engineering e a empresa local Ethio-Holland. Sua versão do Şahin é chamada de DOCC, que vem do termo Dutch Overseas Car Company e vem com o motor OHC 1.6 L (1.581 cc). Após o fim na El Nasr, a produção etíope foi interrompida em 2010.